# Демократическое социальное движение
Демократическое социальное движение (ДИККИ; греч. Δημοκρατικό Κοινωνικό Κίνημα (ΔΗΚΚΙ)) — левая политическая партия Греции, образованный в 1995 году Димитрисом Цоволасом и несколькими бывшими членами правящей тогда Всегреческого социалистического движения (ПАСОК). Входила в коалиции СИРИЗА (2007—2015) и Народное единство (2015—2019).

## История

### Возникновение и ранний успех
На парламентских выборах 1996 года Демократическое социальное движение (ДИККИ) получило 4,43% голосов и 9 мест в парламенте Греции. Вскоре после этого на выборах 1999 года в Европейский парламент партия получила 6,85% голосов и 2 места в Европейском парламенте, став полноправным членом европейской фракции Европейские объединённые левые / Лево-зелёные Севера.

### Неудачи и конфликты
Однако после этих первоначальных успехов ДИККИ не смогло избрать членов парламента Греции на двух следующих выборах подряд, получив лишь 2,69% голосов на выборах 2000 года и 1,8% голосов на выборах 2004 года, не преодолев 3%-й избирательный барьер.
После выборов 2004 года Цоволас в одностороннем порядке решил распустить ДИККИ и передать партийное имущество греческому государству. Это решение привело к конфликту между лидером партии и Национальным комитетом, который проголосовал против роспуска. Цоволаса обвиняли в том, что он пошёл на эти действия, так как планировал быть повторно принятым в ПАСОК в ближайшем будущем. Национальный комитет обратился в суд, и суд постановил, что партия юридически управляется национальными исполнительными органами, поэтому она не может прекратить свое существование, если Национальный конгресс или Национальный комитет не примет такое решение. Цоволас был исключён из партии.

### Переориентация
На местных выборах 2006 года ДИККИ поддержало многих общих кандидатов с Коммунистической партией Греции (KKE), и многие члены партии были избраны в местные советы. Кроме этого, ДИККИ участвовало в Общерабочем боевом фронте (PAME), профсоюзном координационном центре, тесно связанным с KKE.
Ожидалось, что сотрудничество между двумя партиями станет долговременным, 22 августа 2007 года ДИККИ объявило, что входит в Коалицию радикальных левых (СИРИЗА), которая получила 5,04% голосов избирателей на парламентских выборах 2007 года.
20 февраля 2015 года партия объявила, что разрывает связи с СИРИЗА и летом 2015 года ДИККИ вступило в коалицию Народное единство, оставаясь в ней до июня 2019 года. После этого Демократическое социальное движение присоединилось к избирательной коалиции с Объединенным народным фронтом.

## Участие в выборах

### Парламент Греции
| Год  | Голоса  | % (место) | Мест     | +/- |
| ---- | ------- | --------- | -------- | --- |
| 1996 | 300 954 | 4,4 (#5)  | 9 из 300 |     |
| 2000 | 184 598 | 2,7 (#5)  | 0 из 300 | ▼ 9 |
| 2004 | 132 933 | 1,8 (#6)  | 0 из 300 | ▬   |

### Европарламент
| Год  | Голоса  | % (место) | Мест    | +/- |
| ---- | ------- | --------- | ------- | --- |
| 1999 | 440 191 | 4,7 (#4)  | 2 из 25 |     |